# Inkhundla Gege
L'Inkhundla Gege è uno dei quattordici tinkhundla del distretto di Shiselweni, nell'eSwatini.

## Geografia antropica

### Suddivisioni amministrative
L'Inkhundla è suddiviso nei 10 seguenti imiphakatsi: Emhlahlweni, Emjikelweni, Endzingeni, Ensukazi, Kadinga, Katsambekwako, Mgazini, Mgomfelweni, Mlindazwe, Sisingeni.